# Ctenodecticus masferreri
Ctenodecticus masferreri är en insektsart som beskrevs av Bolívar, I. 1894. Ctenodecticus masferreri ingår i släktet Ctenodecticus och familjen vårtbitare. Inga underarter finns listade i Catalogue of Life.